# Elżbieta Towarnicka
Répertoire
- Verdi
- Puccini
- Purcell
- Gluck
- Pawluśkiewicz (pl)
- Karol Szymanowski
- Zbigniew Preisner
- Kenji Kawai

Elżbieta Towarnicka est une cantatrice soprano polonaise née en 1955 à Wrocław (Pologne).
Elle fait partie de l'Opéra de Cracovie où elle a interprété plusieurs grands titres de la musique classique comme La Bohème, La traviata, Les Pêcheurs de perles, Tosca, Orphée et Eurydice et Didon et Enée.
Elle a également participé à de nombreux festivals de musique classique en Pologne (l'Automne de Varsovie, par exemple) et s'est produite dans la plupart des pays d´Europe mais aussi aux États-Unis, au Japon, en Argentine et au Canada. Elle a reçu une récompense spéciale lors de l'Adam Didur Vocal Competition.
Elle est enfin connue pour avoir travaillé avec Zbigniew Preisner, notamment sur la bande originale de la trilogie Trois Couleurs : Bleu, Blanc et Rouge. Elle chante le thème musical du film Avalon et apparaît d'ailleurs à la fin du film. Elle chante également sur la bande originale du film La Double Vie de Véronique